# Ferdinando de' Medici
Ferdinando Maria de' Medici (Firenze, 9 agosto 1663 – Firenze, 31 ottobre 1713) era il figlio primogenito del granduca di Toscana Cosimo III e di Margherita Luisa d'Orléans. Erede del Granducato di Toscana, fu gran principe di Toscana dall'ascesa del padre nel 1670 fino alla sua morte.
Sposò la duchessa Violante Beatrice di Baviera, ma dal loro matrimonio non nacquero eredi. Ferdinando, affetto da tempo da sifilide, morì prematuramente, non riuscendo a diventare granduca. Da alcuni (tra cui Antonio Vivaldi nella dedica alla sua opera) è erroneamente indicato come Ferdinando III pur non essendo mai asceso al trono toscano.
Oggi viene ricordato principalmente come collezionista e mecenate d'arte. Appassionato di teatro, di musica e di arti figurative ed eccellente musicista (talvolta chiamato "l'Orfeo dei Principi"), egli stesso attrasse a Firenze i migliori musicisti e ne fece un importante centro musicale. Grazie al suo patronato, rese possibile l'invenzione del fortepiano (progenitore del pianoforte) a Bartolomeo Cristofori.

## Biografia

### Infanzia ed educazione

Ferdinando in tenera età ritratto con la sorella Anna Maria Luisa e la governante da Justus Sustermans

Ferdinando nacque a Palazzo Pitti, figlio di Cosimo III de' Medici, granduca di Toscana, e di sua moglie Margherita Luisa d'Orleans, pronipote di Maria de' Medici. I forti contrasti esistenti fra i genitori, che portarono poi alla loro separazione, lo portarono ad avvicinarsi maggiormente alla madre: come lei, Ferdinando amava i piaceri mondani, le arti e la musica (era egli stesso musicista), mentre col padre Cosimo, uomo profondamente religioso, i rapporti furono sempre tesi. Per la sua educazione, ad ogni modo, il giovane Ferdinando venne posto sotto la cura della nonna Vittoria della Rovere, ma anche suo zio Francesco Maria de' Medici (di tre soli anni più grande di lui) ebbe una notevole influenza sulla sua vita.

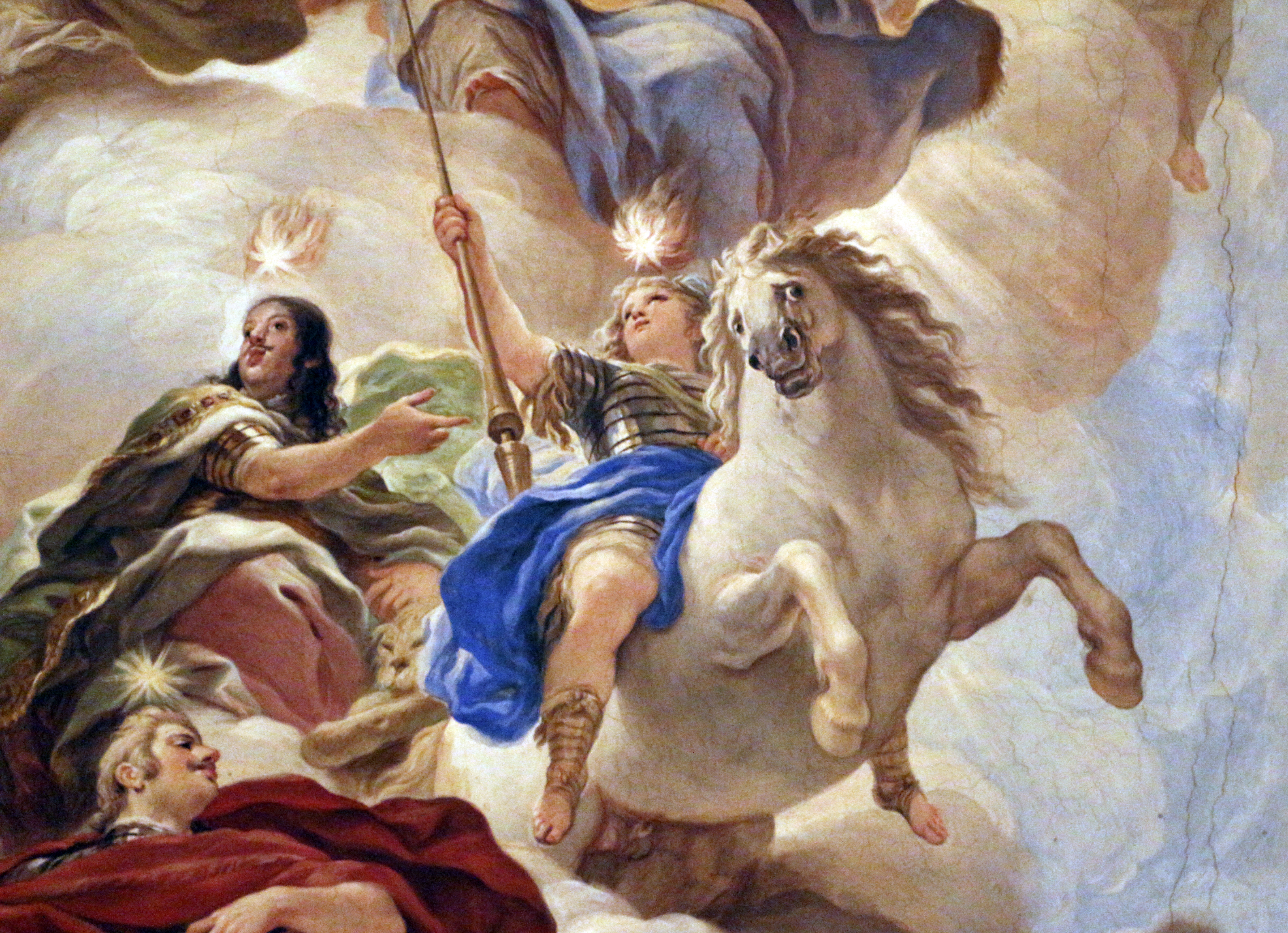
Luca Giordano, Il Trionfo dei Medici, Palazzo Medici Riccardi, 1685, dettaglio con Ferdinando bambino.

La grande passione che Ferdinando ebbe sempre per la musica fu dovuta essenzialmente alla sua formazione che compì nel contrappunto con Gianmaria Paliardi di Genova, e nella pratica di vari strumenti con Piero Salvetti, al punto che si dice di lui che fosse in grado di suonare un brano anche a prima vista. ripetendo perfettamente il brano poi a memoria.

### Matrimonio

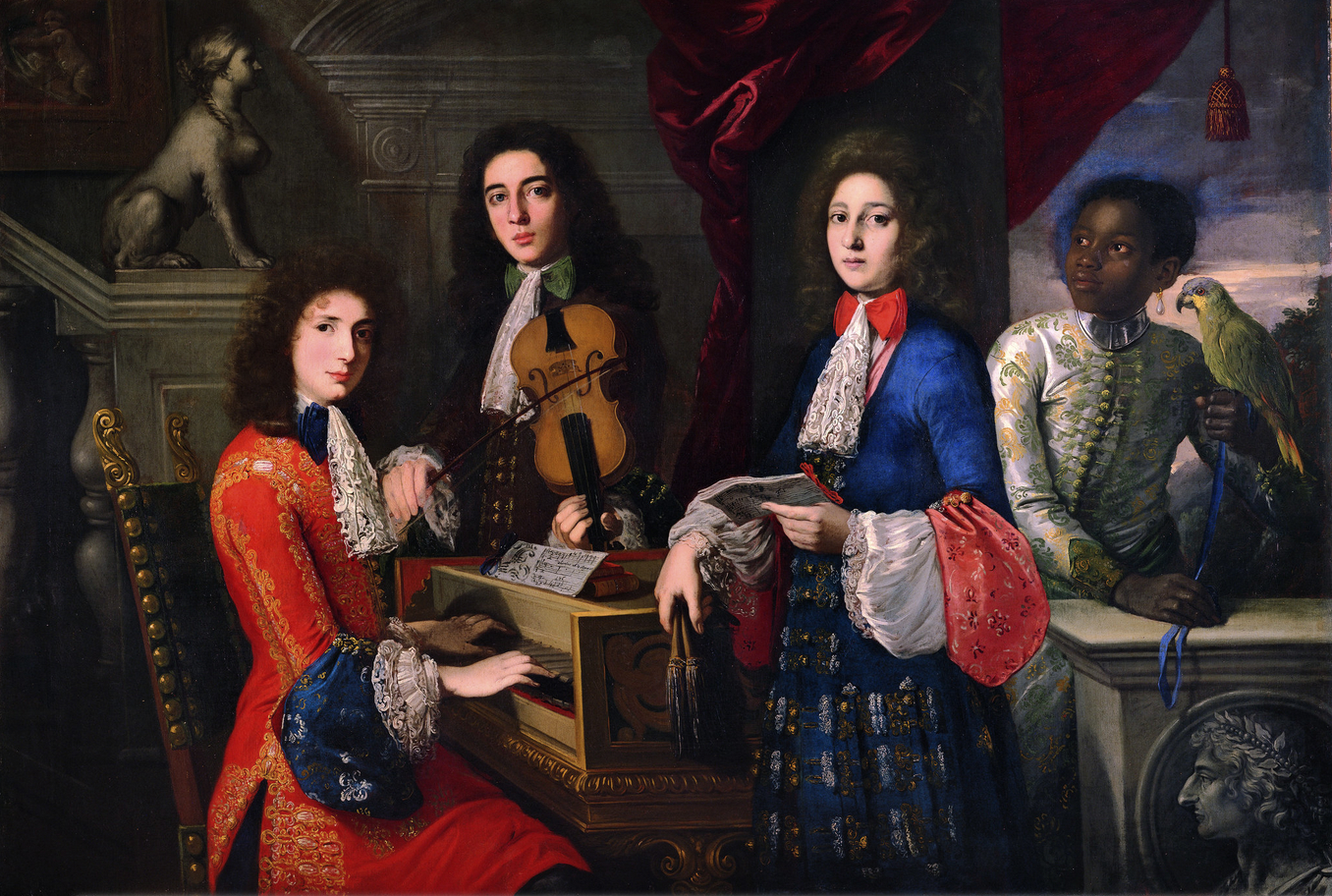
Anton Domenico Gabbiani, Tre musici alla corte di Ferdinando de' Medici, 1685-90, Galleria Palatina di Palazzo Pitti, Firenze. Il cantante in piedi vicino al clavicembalo è Francesco "Cecchino" de Castris, uno dei favoriti di Ferdinando

Nel 1689 aveva sposato Violante Beatrice di Baviera, figlia dell'elettore di Baviera Ferdinando di Wittelsbach e di Enrichetta Adelaide di Savoia, nonché sorella della delfina di Francia.
Fu un'unione infelice anche perché Ferdinando frequentava contemporaneamente altre dame di corte, attrici ed ebbe anche due favoriti alla sua corte, Petrillo, un musicista noto per la sua bellezza, e Cecchino, un cantante castrato veneziano. L'unione con Violante Beatrice di Baviera non produsse figli.

### Sifilide e morte

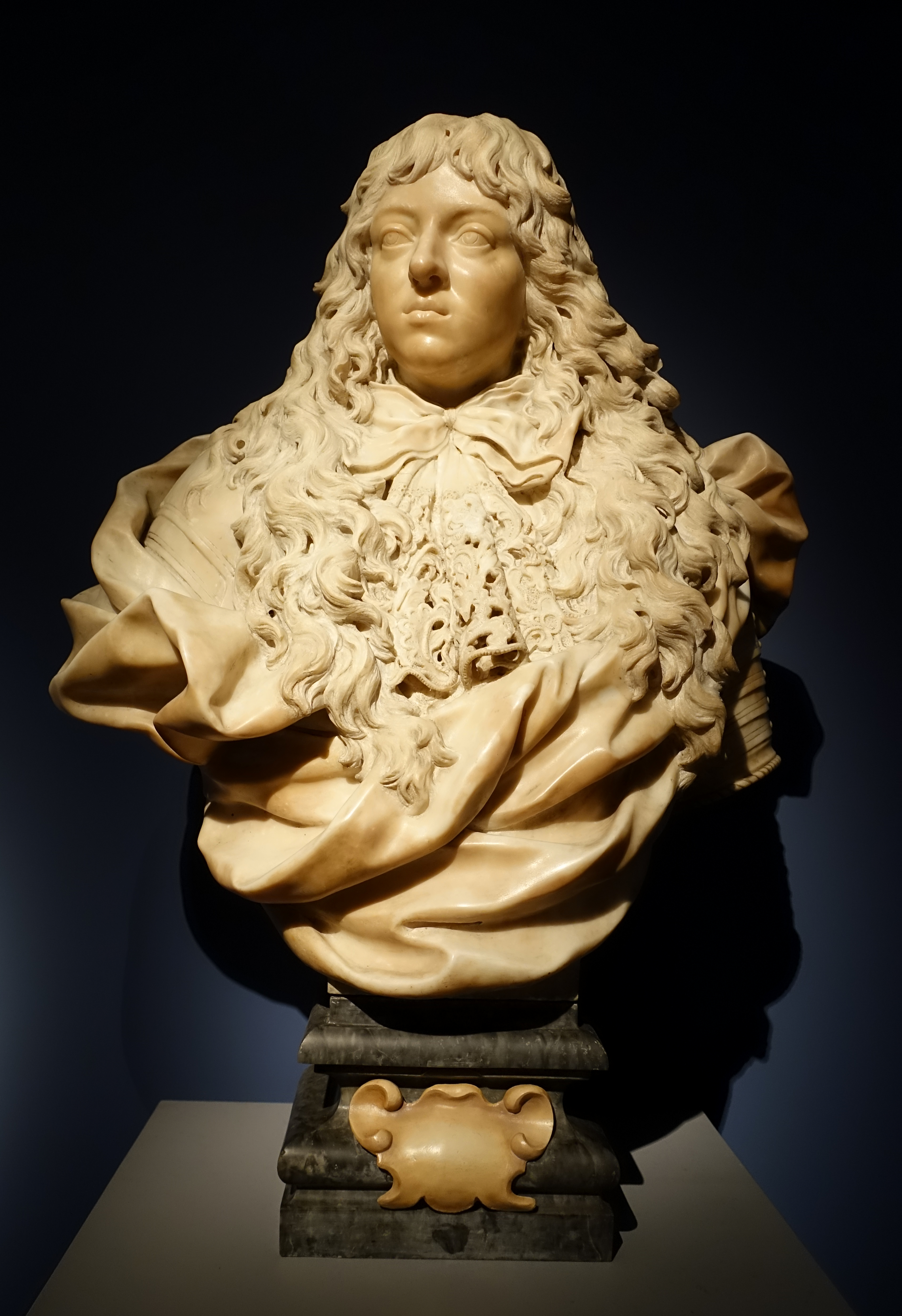
Busto del gran principe Ferdinando de Medici, di Giovanni Battista Foggini, 1683, Metropolitan Museum of Art, New York.

Noto libertino, durante una visita al carnevale di Venezia nell'anno 1696, Ferdinando contrasse la sifilide (probabilmente dalla nota cantante Victoria Tarquini, detta La Bambagia), che lo avrebbe portato alla follia e quindi alla morte, nel 1713, prima di riuscire a salire al trono.
Alla morte di Cosimo III, non avendo avuto figli, salì al trono il fratello minore di Ferdinando, Gian Gastone, l'ultimo dei Medici sul trono di Toscana: dopo di lui, rimasto senza eredi, la dinastia si estinse e il Granducato passò agli Asburgo-Lorena.

### Sepoltura
Nel 1857, durante una prima ricognizione delle salme dei Medici, così venne ritrovato il suo corpo: 

## Patrono delle arti

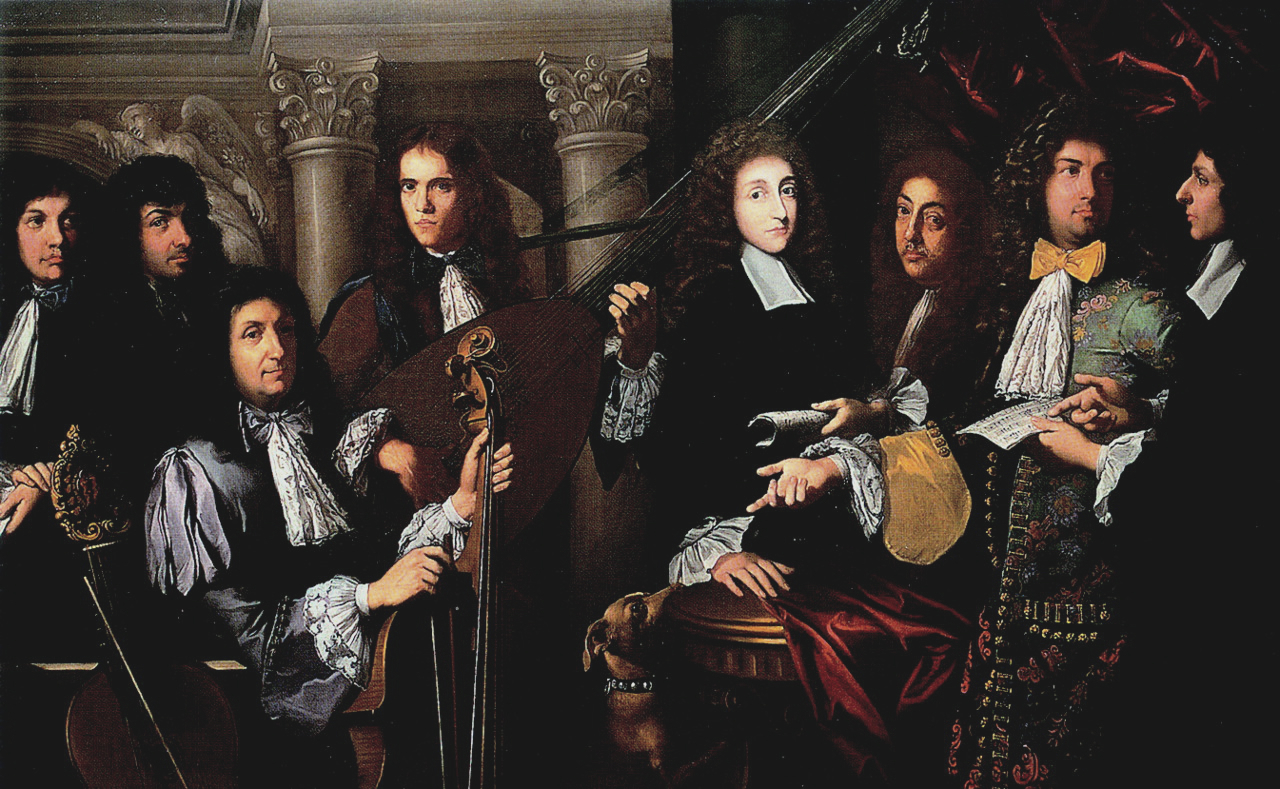
Anton Domenico Gabbiani, Il principe Ferdinando ed i suoi musici, 1685-90, Galleria Palatina di Palazzo Pitti, Firenze. Il principe è il secondo da destra

Ferdinando de' Medici è ricordato soprattutto come patrono delle arti.
Nella villa di Poggio a Caiano aveva radunato in una sola stanza, chiamata il Gabinetto delle opere in piccolo di tutti i più celebri pittori, una straordinaria collezione di dipinti di piccole dimensioni, con ben 174 quadri di altrettanti pittori diversi e famosi, tra i quali Albrecht Dürer, Leonardo da Vinci, Raffaello Sanzio, Rubens nonché l'Autoritratto nello studio di Lavinia Fontana. Dal 1683 assunse Nicolò Cassana quale proprio agente d'opere d'arte, consigliere, copista e restauratore. Ebbe alle proprie dipendenze anche Francesco Trevisani, Bartolomeo Bimbi (presentatogli dall'amico Agnolo Gori), Giuseppe Maria Crespi, Anton Domenico Gabbiani e Sebastiano Ricci. Nel 1705, Ferdinando organizzò la prima esposizione pubblica delle opere della sua collezione, presso la Basilica della Santissima Annunziata di Firenze.
Attivo nei circoli letterari e poetici, fu amico di Vincenzo da Filicaja e di Benedetto Menzini. La dedica fattagli da Scipione Maffei del suo Giornale de' Letterati (1710) è prova dei numerosi patronati di Ferdinando.
Uno dei grandi amori della vita di Ferdinando fu ad ogni modo la musica. Nella sua villa a Pratolino (oggi Villa Demidoff), ad appena 12 km da Firenze, fece costruire un teatro, progettato da Antonio Maria Ferri. Per molti anni dal 1679 al 1710, annualmente, qui si tenevano delle rappresentazioni operistiche, generalmente in settembre. Dapprima queste si tenevano nel grande salone della villa al piano superiore, ma quando venne costruito il teatro nel 1696 al terzo piano, la produzione musicale aumentò ancora di più. Sino al 1686, le rappresentazioni vennero supervisionate direttamente dallo zio di Ferdinando, Francesco Maria de' Medici, il quale appoggiava in toto lo stile di vita e l'amore per la musica del nipote; dopo che Francesco Maria divenne cardinale, ad ogni modo, la direzione del teatro passò sotto l'esclusiva responsabilità di Ferdinando.
Tra i compositori che introdusse nella corte granducale vi furono Alessandro e Domenico Scarlatti, Giacomo Antonio Perti, Giovanni Legrenzi, Giovanni Pagliardi, Carlo Pollaroli, Giuseppe Maria Orlandini, Benedetto Marcello, Bernardo Pasquini nonché il giovane Georg Friedrich Händel. Alessandro Scarlatti e Handel, nello specifico, si esibirono per Ferdinando in diverse occasioni anche a Palazzo Pitti a Firenze ed in altre ville medicee di campagna come quella di Poggio a Caiano o quella di Pratolino. Antonio Salvi, l'archiatra di corte, scrisse diversi libretti che poi Handel utilizzerà per le sue opere. Il Rodrigo di Handel venne rappresentato per la prima volta a Firenze nel 1708. Con Alessandro Scarlatti, il Medici manterrà una fitta corrispondenza sui dettagli musicali delle opere che il compositore stava producendo.
Nel 1701 Tomaso Albinoni gli dedicò la sua prima raccolta di sonate da camera a due violini e basso (balletti a tre op.3), e nel 1703 fu invitato da Ferdinando a Firenze per allestire la sua opera “Griselda”. 
Nel 1711 Antonio Vivaldi dedicò a Ferdinando de' Medici la raccolta di concerti opera 3, L'estro armonico, data alle stampe presso l'editore Estienne Roger.

### Il fortepiano di Bartolomeo Cristofori
Nel 1688, di passaggio a Padova, Ferdinando decise di ingaggiare alle proprie dipendenze, in qualità di custode degli strumenti musicali della sua collezione (oltre 75), Bartolomeo Cristofori, che sarà poi l'inventore del fortepiano, precursore del pianoforte.
Col supporto anche economico del principe de Medici, Cristofori sviluppò per lui una serie di nuovi strumenti. Il primo di questi fu la spinetta ovale (1690) e lo spinettone, intesi a realizzare le parti di basso continuo nelle composizioni operistiche e concertistiche dell'epoca. Il terzo strumento che Bartolomeo Cristofori inventò per Ferdinando fu il fortepiano (1700 c.), il diretto antenato del moderno pianoforte.

## Ascendenza
|                            |                      |                              | Genitori                        |  |  | Nonni |  |  | Bisnonni             |  |  | Trisnonni               |  |
|                            |                      |                              |                                 |  |  |       |  |  | Cosimo II de' Medici |  |  | Ferdinando I de' Medici |  |
|                            |                      |                              |                                 |  |  |       |  |  | Cosimo II de' Medici |  |  | Ferdinando I de' Medici |  |
|                            |                      | Cristina di Lorena           |                                 |  |  |       |  |  | Cosimo II de' Medici |  |  |                         |  |
| Ferdinando II de' Medici   |                      |                              |                                 |  |  |       |  |  | Cosimo II de' Medici |  |  |                         |  |
|                            |                      | Maria Maddalena d'Austria    | Carlo II d'Austria              |  |  |       |  |  |                      |  |  |                         |  |
|                            |                      | Maria Maddalena d'Austria    | Carlo II d'Austria              |  |  |       |  |  |                      |  |  |                         |  |
|                            |                      | Maria Maddalena d'Austria    | Maria Anna di Wittelsbach       |  |  |       |  |  |                      |  |  |                         |  |
| Cosimo III de' Medici      |                      | Maria Maddalena d'Austria    |                                 |  |  |       |  |  |                      |  |  |                         |  |
|                            |                      | Federico Ubaldo della Rovere | Francesco Maria II della Rovere |  |  |       |  |  |                      |  |  |                         |  |
|                            |                      | Federico Ubaldo della Rovere | Francesco Maria II della Rovere |  |  |       |  |  |                      |  |  |                         |  |
|                            |                      | Federico Ubaldo della Rovere | Livia della Rovere              |  |  |       |  |  |                      |  |  |                         |  |
| Vittoria della Rovere      |                      | Federico Ubaldo della Rovere |                                 |  |  |       |  |  |                      |  |  |                         |  |
|                            |                      | Claudia de' Medici           | Ferdinando I de' Medici         |  |  |       |  |  |                      |  |  |                         |  |
|                            |                      | Claudia de' Medici           | Ferdinando I de' Medici         |  |  |       |  |  |                      |  |  |                         |  |
|                            |                      | Claudia de' Medici           | Cristina di Lorena              |  |  |       |  |  |                      |  |  |                         |  |
| Ferdinando de' Medici      |                      | Claudia de' Medici           |                                 |  |  |       |  |  |                      |  |  |                         |  |
|                            | Enrico IV di Francia | Antonio di Borbone           |                                 |  |  |       |  |  |                      |  |  |                         |  |
|                            | Enrico IV di Francia | Antonio di Borbone           |                                 |  |  |       |  |  |                      |  |  |                         |  |
|                            | Enrico IV di Francia | Giovanna III di Navarra      |                                 |  |  |       |  |  |                      |  |  |                         |  |
| Gastone d'Orléans          | Enrico IV di Francia |                              |                                 |  |  |       |  |  |                      |  |  |                         |  |
|                            |                      | Maria de' Medici             | Francesco I de' Medici          |  |  |       |  |  |                      |  |  |                         |  |
|                            |                      | Maria de' Medici             | Francesco I de' Medici          |  |  |       |  |  |                      |  |  |                         |  |
|                            |                      | Maria de' Medici             | Giovanna d'Austria              |  |  |       |  |  |                      |  |  |                         |  |
| Margherita Luisa d'Orléans |                      | Maria de' Medici             |                                 |  |  |       |  |  |                      |  |  |                         |  |
|                            |                      | Francesco II di Lorena       | Carlo III di Lorena             |  |  |       |  |  |                      |  |  |                         |  |
|                            |                      | Francesco II di Lorena       | Carlo III di Lorena             |  |  |       |  |  |                      |  |  |                         |  |
|                            |                      | Francesco II di Lorena       | Claudia di Valois               |  |  |       |  |  |                      |  |  |                         |  |
| Margherita di Lorena       |                      | Francesco II di Lorena       |                                 |  |  |       |  |  |                      |  |  |                         |  |
|                            |                      | Cristina di Salm             | Paolo di Salm                   |  |  |       |  |  |                      |  |  |                         |  |
|                            |                      | Cristina di Salm             | Paolo di Salm                   |  |  |       |  |  |                      |  |  |                         |  |
|                            |                      | Cristina di Salm             | Marie La Veneur                 |  |  |       |  |  |                      |  |  |                         |  |
|                            |                      | Cristina di Salm             |                                 |  |  |       |  |  |                      |  |  |                         |  |

## Teatro
- Stefano Massini, Egregio signor Padre. Produzione "Il Mese Mediceo"